# Batallón Cívico Movilizado "Concepción"

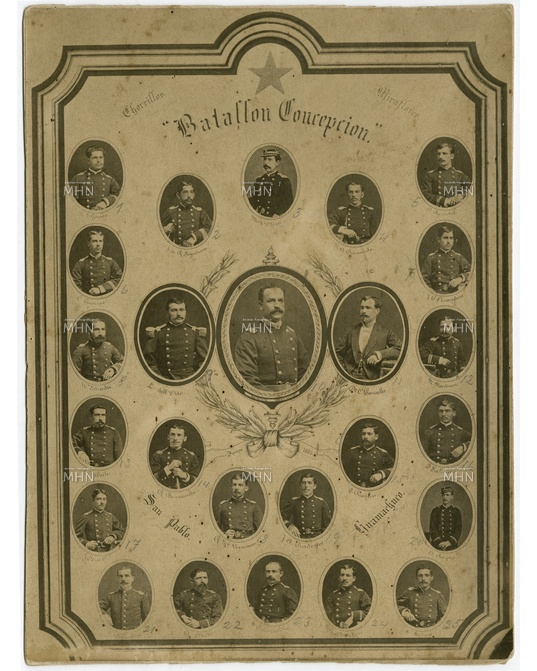
Collage con los oficiales integrantes del "Concepción" hecho en 1884.

El Batallón Cívico Movilizado "Concepción" fue una unidad militar del Ejército de Chile durante la Guerra del Pacífico creada y movilizada (integrada al ejército) el 26 de junio de 1880.: 710  El 21 de junio de 1880 se decreta que debe constar de 6 compañías de 150 hombres cada una.: 751 
Durante la Campaña de Lima integró la 3. división bajo el mando del Teniente Coronel José Seguel: 883  y combatió en las batallas de Chorrillos y Miraflores el 13 y 15 de enero de 1881. Solamente en la última, el batallón de casi 700 hombres tuvo 32 muertos, 80 heridos y cuatro desaparecidos.: 1022 
Participó en las batallas de Chorrillos, Miraflores, San Pablo y Huamachuco.